# السائق (أنمي)
السائق (باليابانية: エフ) مانغا يابانية من تأليف ورسم نوبورو روكودا، نشرت في مجلة بيغ كوميك سبيرايتس للفترة من 1986 حتى 1992، اقتبست المانغا إلى مسلسل أنمي ياباني من 31 حلقة، من إنتاج ستوديو دين عرض لأول مره على تلفزيون فوجي في 9 مارس 1988 واستمر عرضه حتى 23 ديسمبر 1988. تمت دبلجة المسلسل للغة العربية بواسطة مركز الزهرة وعرض على قناة سبيستون عام 2009.
في عام 1990 فازت المانغا بجائزة شوغاكوكان للمانغا للفئة العامة.

## الشخصيات
- جونما أكاجي (赤木 軍馬) / هاني

أداء صوتي: توشيهيكو سيكي (اليابانية)، زياد الرفاعي (العربية)
- تاموتسو أويشي (大石 タモツ)

أداء صوتي: شينوسوكي فوروموتو
- جونكو كوموري (小森 純子)

أداء صوتي: ساكيكو تاماغاوا
- سويشيرو أكاجي (赤木 総一郎)

أداء صوتي: هيروشي إيتو
- كازوتو هجيري (聖 一人)

أداء صوتي: هيروتاكا سوزوؤكي
- سايوري كوموري (小森 さゆり)

أداء صوتي: كازو تاكاهاشي
- شوما أكاجي (赤木 将馬)

أداء صوتي: كيويوكي يانادا
- يوما أكاجي (赤木 雄馬)

أداء صوتي: كوجي تسوجيتاني
- رويكو (ルイ子)

أداء صوتي: ريه ساكما
- كينوشيتا (木下)

أداء صوتي: شيغيرو تشيبا
- غورو تاكيمورا (武村 五郎)

أداء صوتي: أكيو أوتسوكا
- هيديو كيشيدا (岸田 秀夫)

أداء صوتي: تورو فورويا
- ياسودا (安田)

أداء صوتي: يو يوشيمورا
- يوكي (ユキ)

أداء صوتي: يوكو ميزوتاني

### الأداء الصوتي العربي
- فاطمة سعد - شادي، بسمة
- راميا الإبراهيم - الجدة سميحة، بانا
- مجد ظاظا - جمانة، والدة شادي
- محمد مصطفى - سامر، هيثم
- منصور السلطي - شامل، ماجد
- خلدون قاروط - سامي، ماهر، غيث، جابر
- مأمون الرفاعي - بارع، منذر
- محمد خير أبو حسون - كامل، شاهر، منصور
- عادل أبو حسون - فهيم

## طاقم إنتاج الأنمي
- تأليف الفكرة الأصلية: نوبورو روكودا
- التخطيط: شيغيكازو أوشياي
- الإخراج: كويتشي ماشيمو
- تأليف الحبكة: هيديو تاكاياشيكي
- تصميم الشخصيات: ماساكي كودو
- الإخراج الفني: توراو أراي
- إخراج التصوير: ميتسونوبو يوشيدا
- الموسيقى: كاتسو هوشي، واتارو ياهاغي
- المنتجون: يوشينوبو ناكاو (تلفزيون فوجي)، يوكو ماتسوشيتا (كيتي فيلم)، ساتوشي سوزوكي (كيتي فيلم)، ماكوتو كوبو (استوديو دين)
- إنتاج الرسوم المتحركة: استوديو دين
- إنتاج: تلفزيون فوجي، كيتي فيلم

### النسخة العربية
- الإعداد: سامي خويص
- المراجعة: د. شفيق بيطار، عماد عكر
- التدقيق اللغوي: رمضان أيوب
- الترجمة: نوار الحمصي
- المكساج: نديم سليمان
- المونتاج: سامر أبو حمد
- التترات: محمد القزة
- لحن الشارة: إبراهيم سليماني
- غناء: جان سمارة
- تسجيل الشارة: أبي سكر
- المتابعة المالية: محمد حسان بكر، عبد القادر نبهان
- إدارة الإنتاج: رضوان حجازي
- إنتاج وتوزيع: CARTOON STAR (ماهر الحاج ويس)
- تنفيذ الدوبلاج: مركز الزهرة
- الإشراف الفني: زياد الرفاعي

## روابط خارجية
- F at Japan Authors' Gallery
- 5 Ace's Official F website (باليابانية)
- السائق على موقع ANN manga (الإنجليزية)